# Capitani coraggiosi (romanzo)
Capitani coraggiosi (Captains Courageous) è un romanzo del 1897 di Rudyard Kipling, che segue le avventure del quindicenne Harvey Cheyne Jr., un adolescente viziato figlio di un magnate, che è stato salvato dall'annegamento nell'Oceano Atlantico da un peschereccio statunitense. L'opera uscì originariamente a puntate sulla rivista MacClure's Magazine, negli USA, a partire dal novembre del 1896.
Il titolo del libro proviene dalla ballata Mary Ambree, che inizia col verso «when captain courageous, whom death could not daunt»; in precedenza, Kipling usò il medesimo titolo per un articolo pubblicato su The Times del 23 novembre 1892, che definiva gli uomini d'affari come nuovi avventurieri.

## Trama

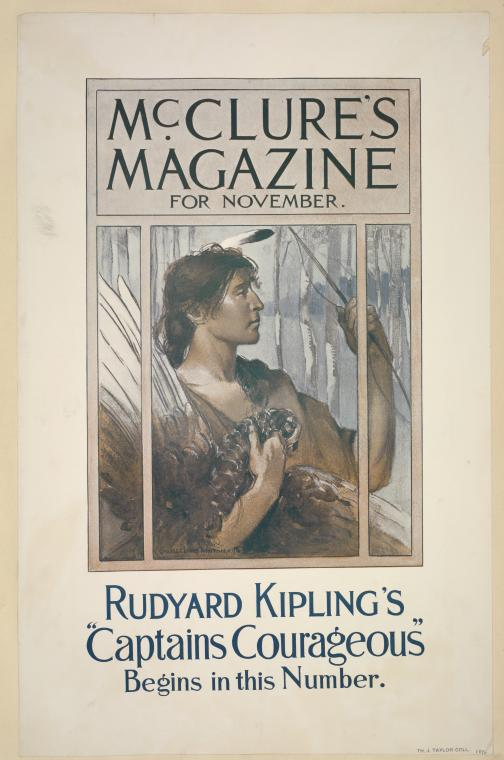
Copertina dell'edizione del novembre del 1896 della rivista McClure's, in cui viene pubblicata la prima parte del romanzo

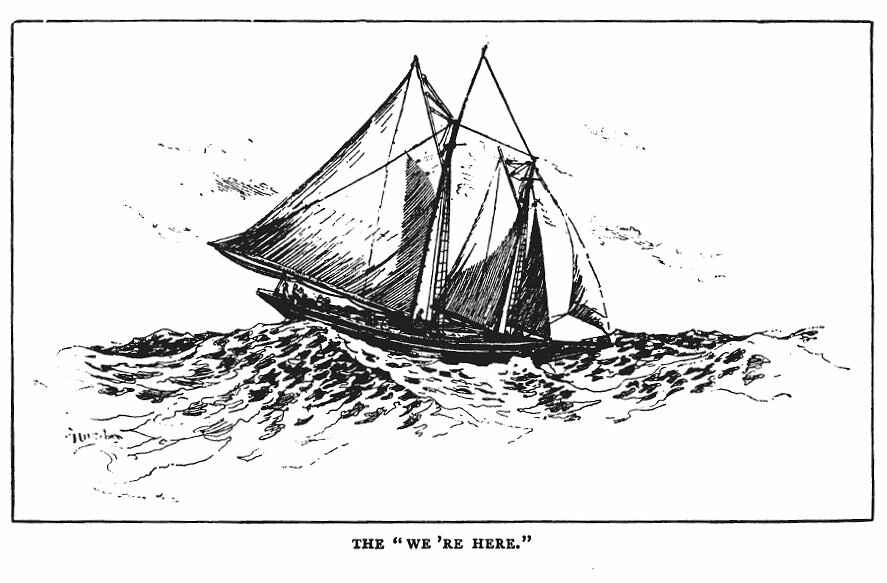
La We're Here, illustrazione dall'edizione americana del 1897

Harvey Cheyne è un ragazzino di quindici anni, figlio di un ricco magnate delle ferrovie americane. Già dalla sua età ha tutto, però non conosce il valore della fatica e del denaro guadagnato col sudore.
Durante una traversata che lo dovrebbe portare in Europa, il ragazzo cade dalla nave.
Viene salvato da una barca di pescatori, la We're Here ("Noi siamo qui"), che sta lavorando nelle vicinanze sotto il comando di Disko Troop, burbero capitano.
Lì Harvey impara a conoscere e apprezzare la lealtà e la solidarietà degli uomini di mare, persone di poche parole ma di grande coraggio e abilità.
A poco a poco diventa parte attiva di essa, tant'è che i marinai della goletta iniziano ad apprezzarlo e stimarlo e nasce così uno stretto legame tra l'equipaggio, composto dal burbero capitano, dal superstizioso e allegro Manuel, dal carismatico Long Jack, dall'ex soldato Tom Platt, dallo zio Salters e dal suo misterioso amico "Pennsylvania" Pratt, divenuto folle dopo aver perso tutta la famiglia in un'alluvione, e dal silenzioso cuoco afro-gaelico. Il ragazzo è felice del salario di 10 dollari e mezzo al mese per il faticoso lavoro di pesca svolto durante la navigazione e gioisce per ogni piccolo successo e ogni nuova lezione.
È aiutato anche da Dan, mozzo di bordo, figlio di Disko Troop.
Harvey Cheyne, già ragazzino viziato, diventa così un giovane consapevole e un perfetto marinaio.
Finalmente la stagione di pesca finisce, si rientra in porto e così i genitori di Harvey, avvertiti per telegrafo, possono riabbracciare il figlio e ricompensare Disko. Il padre è felice per la maturità raggiunta dal figlio.

## Trasposizioni cinematografiche
Dal romanzo sono stati tratti vari film, tra cui il più celebre rimane quello del 1937 diretto dal regista Victor Fleming.
- Capitani coraggiosi, diretto da Victor Fleming (1937), con Freddie Bartholomew
- Captains Courageous, film per la tv diretto da Harvey Hart (1977)
- Capitani coraggiosi, film per la tv diretto da Michael Anderson (1996), con Kenny Vadas

## Traduzioni italiane
- Capitani coraggiosi, traduzione di Gino Cornali, Milano, Treves, 1924.
- Capitani coraggiosi, traduzione di Giacomo Prampolini, Milano, Aldo Corticelli, 1928.
- Capitani coraggiosi, traduzione di Mario Malatesta, Firenze, Bemporad, 1936. - Marzocco, 1939
- Capitani coraggiosi, traduzione di Luisa Del Nobolo, nota introduttiva di Emilio Faccioli, Torino, Einaudi, 1949-1997.
- Capitani coraggiosi, traduzione di Ginevra Pellizzari, Milano, Fabbri Editori, 1953.
- Capitani coraggiosi, traduzione di G. Canzio, Firenze, Salani, 1964.
- Capitani coraggiosi, traduzione di Romualdo Bacci, Bologna, Capitol, 1965.
- Capitani coraggiosi, traduzione di Adriana Dell'Orto, Collana Biblioteca degli anni verdi (nuova serie) n.54, Milano, Arnoldo Mondadori Editore, 1966. - Collana Il Timone, Mondadori, 1976; Presentazione di Francesco Saba Sardi, Collana Libri da leggere, Mondadori, 1985; Presentazione di Masolino D'Amico, Collana Libri da leggere, Mondadori, 1988.
- Capitani coraggiosi, traduzione di G. Cavallotti, Milano, Editrice AMZ, 1970.
- Capitani coraggiosi, traduzione di Laura Ferajorni Guicciardi, Torino, Saie, 1972.
- Capitani coraggiosi, traduzione di Maria Gallone, BUR, Milano, Rizzoli, 1975.
- Capitani coraggiosi, traduzione di Stanislao Nievo, Firenze, Giunti-Marzocco, 1988.
- Capitani coraggiosi, traduzione di E. Giovannelli, Torino, SEI, 1991.
- Capitani coraggiosi, traduzione di Elena Camplani, Milano, Editoriale del Drago, 1993.
- Capitani coraggiosi: una storia dei Grandi Banchi, traduzione di Anna Maria Speckel, Introduzione di Carlo Pagetti, Glossario a cura di Oriana Palusci, Collana Oscar Classici n.200, Milano, Arnoldo Mondadori Editore, 1991-2022, ISBN 978-88-047-4927-1. - Introduzione di Gianluigi Melega, Newton Compton, Roma, 1995-2017.
- Capitani coraggiosi, traduzione di Valentina Beggio e Patrizia Zanetti, Novara, De Agostini, 1994, ISBN 88-41-514-10-8.
- Capitani coraggiosi, traduzione di Rossana Guarneri, Milano, Opportunity Books, 1995, ISBN 88-81-111-07-1.

### Edizioni adattate
- Capitani coraggiosi, traduzione e adattamento Antonio Pepe, apparato didattico di Alessia Pepe, Collana Giramondo, Mandese, 2005.